# Печенюк Майя Антонівна
Ма́йя Анто́нівна Печеню́к (нар. 15 лютого 1946, село Проскурівка, нині Ярмолинецького району Хмельницької області) — українська співачка (ліричне сопрано), педагог, музикознавець, краєзнавець. Кандидат педагогічних наук (1989).

## Біографія
1965 року закінчила Кам'янець-Подільське культурно-освітнє училище (нині Кам'янець-Подільське училище культури). Працювала методистом Будинку культури в Ярмолинцях, учителем музики в середній школі села Проскурівка.
1968 року вступила на музично-педагогічний факультет Кам'янець-Подільського педагогічного інституту (нині Кам'янець-Подільський національний університет).
Закінчивши інститут, від 1973 року працює в ньому. 1989 року захистила кандидатську дисертацію з проблем патріотичного виховання молоді засобами музики. Нині професор кафедри методики музичного виховання, вокалу та хорового диригування.
2002 року завершила роботу над впорядкуванням серії музичних хрестоматій «Дзвінкі голоси» від першого до восьмого класу. Хрестоматії затверджено Міністерством освіти і науки України та рекомендовано як навчально-методичні посібники для шкіл різного типу навчання.

## Праці
- Музиканти Кам'янеччини: Біографічно-репертуарний довідник. — Хмельницький: Поділля, 2003. — 480 с. ISBN 966-8261-09-7